# Юсуф Луле
Юсуф Кіронд Луле (англ. Yusuf Kironde Lule; 10 квітня 1912, Кампала — 21 січня 1985, Лондон, Велика Британія) — державний діяч Уганди, президент Уганди (1979).

## Біографія
За національністю ганда. Вищу освіту здобув у Кінгс-коледжі і коледжі Макерере (Уганда), у Форт-Хейр (ПАР), Бристольському та Единбурзькому університетах (Велика Британія). Працював учителем у Кінгс-коледжі.
Був професором та директором Університету Макерере. У 1978 році в місті Моші (Танзанія) став одним із співзасновників «Фронту національного звільнення Уганди», брав активну участь у вторгненні танзанійських військ до Уганди, яке призвело до падіння режиму Іди Аміна. У квітні 1979 року Національною консультативною радою призначається на пост Президента Уганди, проте вже у червні, під впливом танзанійського президента Джуліуса Н'єрере, був замінений на цій посаді Годфрі Бінайсою.
У лютому 1981 року заснував на півдні країни Національний рух опіру (National Resistance Movement), який потім об'єднався з Рухом національного опору Йовері Мусевені у Армію національного опору. Цей рух прийшов до влади в Уганді у 1986 році. Проте сам Луле помер у Лондоні від ниркової недостатності у 1985 році.
У молодості був успішним спортсменом.